# The Week Of
The Week Of is een Amerikaanse filmkomedie uit 2018 die geregisseerd werd door Robert Smigel. De hoofdrollen worden vertolkt door Adam Sandler en Chris Rock.

## Verhaal
Kenny Lustig is de vader van een eenvoudig arbeidersgezin. Zijn dochter staat op het punt te trouwen met de zoon van Kirby Cordice, een gerenommeerde hartchirurg. Hoewel Kirby over meer financiële middelen beschikt, wil Kenny er hoogstpersoonlijk voor zorgen dat zijn dochter het best mogelijke huwelijk krijgt. In de week voor het huwelijk worden de twee families door een reeks tegenslagen verplicht meer tijd met elkaar door te brengen dan ze willen en samen te werken om het huwelijk voor te bereiden.

## Rolverdeling
| Acteur                | Personage         |
| --------------------- | ----------------- |
| Adam Sandler          | Kenny Lustig      |
| Chris Rock            | Kirby Cordice     |
| Rachel Dratch         | Debbie Lustig     |
| Steve Buscemi         | Charles           |
| Allison Strong        | Sarah             |
| Jake Lippmann         | Isaac             |
| Scott Cohen           | Ron Elliman       |
| Melanie Nicholls-King | Katrina           |
| Noah Robbins          | Noah              |
| Maury Ginsberg        | Jay               |
| Liz Larsen            | Julia Katz        |
| Garry Pastore         | Mayor John Barone |
| Rob Morgan            | Cousin Marvin     |

## Productie
In 2014 sloot Adam Sandler een deal met Netflix om vier films voor de streamingdienst te ontwikkelen. The Week Of werd zijn vierde Netflix-film, na The Ridiculous 6 (2015), The Do-Over (2016) en Sandy Wexler (2017).
In april 2017 werd het project aangekondigd met Sandler en Chris Rock als hoofdrolspelers. In juli 2017 werden Steve Buscemi en Rachel Dratch aan de cast toegevoegd. Diezelfde maand gingen de opnames van start op Long Island (New York).
Op 27 april 2018 ging de film in première op Netflix.